# Зберігання харчових продуктів
Зберігання харчових продуктів — забезпечення в складських приміщеннях оптимального режиму зберігання товарів відповідно до їхніх фізико-хімічних властивостей.
Велике значення має правильне розміщення товарів з урахуванням максимального використання площі складів, можливості застосування механізмів, безпечної роботи персоналу, оперативного обліку товарно-матеріальних цінностей.
Режим зберігання передбачає певну температуру, швидкість руху повітря, відносну вологість. Варто суворо слідкувати за дотриманням термінів реалізації продуктів, особливо швидкопсувних. Так, крупнокускові напівфабрикати з м'яса зберігаються 48 год. при температурі 2-6°С, порціонні без панірування напівфабрикати — 36 год.; порціонні паніровані напівфабрикати — 24 год.; напівфабрикати м'ясні січені- 12 год.; риба всіх найменувань — 48 год. при температурі 0-2°С; риба заморожена — 24 год. при тій же температурі; молочнокисла продукція зберігається не більше 36 год. при температурі 2-6°С.

## Способи зберігання
Існує кілька способів зберігання й укладання сировини та продуктів.
Стелажний — продукція зберігається на полках, стелажах, у шафах; при цьому способі вона захищена від відсирівання, тому що здійснюється доступ повітря до нижніх шарів. Так зберігають масло, сир, хліб, вина в пляшках (у горизонтальному положенні для змочування корку).
Штабельний — продукція зберігається на підтоварниках; так зберігають продукти в тарі, яку можна складати в стійкий штабель висотою не більше 2 м; мішки з цукром та борошном укладають плиском, висотою не більше 6 мішків.
Ящиковий — у ящиках зберігають плоди, овочі, яйця та ін.
Насипний — продукти зберігають навалом — у засіках, кагатах, буртах, ящиках, контейнерах, бункерах без тари, причому з боку стін і підлоги залишають простір 10-20 см для вільного доступу повітря; так зберігають картоплю (висота не більше 1,5 м), коренеплоди (0,5 м), цибулю (0,3 м).
Підвісний — застосовується для зберігання сировини і продуктів у підвішеному стані, наприклад копченості, ковбасні вироби. М'ясо тушами, напівтушами, четвертинами зберігають підвісним способом на луджених гаках, без зіткнення туш одна з одною та зі стінами.
Величезні комплекси при елеваторах в Південній Америці, Австралії, Індії використовують мішки-рукави, які стали чудовим інноваційним рішенням. У замкнутому середовищі, яким є поліетиленовий рукав, у процесі дихання живих організмів поступово збільшується концентрація вуглекислого газу. В умовах низького вмісту кисню припиняють свою активність всі хвороботворні і шкідливі організми, тому зерно має можливість зберігатися довгий час без погіршення якості.

Самі рукави, довжина яких складає 60 м, виконані з п'яти шарів поліетилену, кожен з яких має свої певні властивості. Це необхідно для того, аби зерно своєю вагою не порвало плівку, а також аби мішок розтягувався рівномірно.
Для знезараження повітря в складських приміщеннях, а також поверхні продуктів, тари і складського обладнання на багатьох підприємствах встановлюють бактерицидні лампи і прилади, які відлякують гризунів. Це дозволяє забезпечити тривале зберігання високої якості продуктів і скоротити втрати.

## Товарні втрати
Нормовані втрати перебувають в межах природного збитку (усушування, вивітрювання, розтрушування, розпилювання, розливання). Природний збиток відбувається в результаті змін фізико-хімічних властивостей продуктів при зберіганні. Норми його встановлюються на всі види продуктів.
До ненормованих втрат належать бій, псування продуктів. Ці втрати виникають внаслідок незадовільних умов перевезення і зберігання продуктів, а також безгосподарності працівників.